# Nécrophobie
La nécrophobie est la peur irraisonnée des individus morts (ex. cadavres) et des choses liées à la mort (ex. tombes). Le terme est dérivé du grec nekros (νεκρός) signifiant « cadavre » et -phob- du grec phobos (φόβος) signifiant « peur ». Les symptômes incluent : souffle écourté et/ou rapide, des battements de cœur rapides, de la transpiration, une bouche sèche et tremblante, sentiment d'inconfort et de malaise, une instabilité psychologique et un sentiment de terreur et d'excitation. Le patient peut souffrir de cette phobie à chaque instant, ou seulement au contact avec ce qui cause sa phobie, comme le contact direct avec un animal mort ou aux funérailles d'un membre de son entourage. La peur peut se développer lorsque le patient est témoin d'un meurtre, ou lorsqu'il est forcé d'assister aux funérailles d'un enfant. Certains individus font expérience de cette phobie lorsqu'ils regardent un média choc à la télévision.
La peur est une maladie importante et doit être prise au sérieux. Le traitement varie entre les médicaments et la thérapie[pas clair].

## Thanatophobie
Similaire à la nécrophobie, la thanatophobie est une peur plus spécifique de la mort elle-même, d'être mort ou de mourir. La thanatophobie est dérivée de Thanatos (θάνατος : "mort"), la personnification grecque de la mort. Les individus souffrant de thanatophobie sont si préoccupés par la mort ou de mourir que cela a un impact direct sur leur vie quotidienne. Ils peuvent développer d'autres troubles tandis qu'ils luttent contre leur phobie, tels que le trouble obsessionnel compulsif ou l'hypocondrie.